# 小见川道大
小见川道大（日语：／ Omigawa Michihiro，1975年12月19日—），日本男子柔道运动员。他曾代表日本参加2002年亚洲运动会柔道比赛，获得一枚铜牌。他也曾参加1999年夏季世界大学生运动会。